# Bert Haelvoet
Bert Haelvoet (15 juli 1978) is een Vlaams acteur. Hij werd bekend door zijn rol in Wat Als. Verder zijn zijn bekendste rollen die van Guy in Spitsbroers en als Tommy in de misdaadreeks De Dag. Eerder speelde Haelvoet diverse rollen in het met een Emmy Award bekroonde sketchprogramma Wat als?.

## Levensloop
Hij studeerde in 2002 af aan het Herman Teirlinck Instituut.
In het theater schreef en speelde hij een aantal producties van HETPALEIS, en stond op de planken met Theater Zuidpool, Toneelhuis, Theater Antigone, De Roovers en Abbatoir Fermé. Sinds 2007 is hij verbonden aan het theatergezelschap Het Zesde Bedrijf.
In de langspeelfilm De helaasheid der dingen was Haelvoet Nonkel Koen, een van de nonkels.
Verder had hij een hoofdrol in Man zkt vrouw als Maarten, speelde hij mee in twee films van Pieter Van Hees, Linkeroever en Dirty Mind en is een van de acteurs in het sketchprogramma Wat als?.
Bij televisieproducties was hij te zien in Het Geslacht De Pauw, Willy's en Marjetten, Zuidflank, Vriendinnen, Nieuw Texas en #hetisingewikkeld. Daarnaast had hij bijrollen in Flikken, Vermist, Zone Stad (aflevering Left Side Army), De Ronde, Spoed, Amigo's en Code 37 en in Aspe. Van 2015 tot 2017 vertolkte hij de rol van de populaire Guy Vandewiele in de VTM-serie Spitsbroers. In 2018 speelde Haelvoet de rol van gijzelnemer Tommy De Coninck in de bekroonde televisieserie De Dag en de rol van Den Beir in de film Niet Schieten. Eind 2018 speelde Haelvoet inspecteur Simon Roelandts in de misdaadserie 13 Geboden.

## Privé
Haelvoet, afkomstig van Sint-Gillis-bij-Dendermonde, woont in Antwerpen.
Hij is familie van radiopresentatrice Julie Van den Steen.

## Filmografie
- Spoed (2002) – Werner Joosten
- Flikken (2002) – Andy Mondelaers
- Dennis (2003) – Stagiair
- Kinderen van Dewindt (2005) – Matroos
- Willy's en Marjetten (2006)
- Man zkt vrouw (2007) – Maarten
- Linkeroever (2008) – Agent Bob
- Nowhere Man (2008) – Tuinman
- Flikken (2009) – Mike Van Damme
- De helaasheid der dingen (2009) – Koen
- Vermist (2010) - Andy Meersman
- Wat Als? (2011-2020) – diverse rollen
- Zone Stad (2011) – Wesley Dillis
- Danni Lowinski (2012) – Mike
- Code 37 (2012) – Freddy
- Aspe (2012) – Peter Van Kerkhoven
- Met Man en Macht (2013)
- Zuidflank (2013) – Christian Smest
- Ontspoord (2013) – David Rutten
- Achter de feiten (2014)
- Vriendinnen (2014) – Cyriel Vercammen
- Spitsbroers (2015, 2017) – Guy Vandewiele
- Vossenstreken (2015) – Ronny Janssens
- The Team (2015) – David
- Nieuw Texas (2015) – Fons Vrancken
- Liebling (2015) – Bill
- Jacqueline Argentine (2016)
- Professor T. (2016) – Gijzelnemer
- #hetisingewikkeld (2017, 2020) – Koen
- Dode hoek (2017) – Ruud
- Amigo's (2017) – Tito
- Generatie B (2017) – Talkshowhost
- 13 Geboden (2018) – Simon Roelandts
- De Dag (2018) – Tommy
- Rosie & Moussa (2018) – Oom Joris
- De matchmaker (2018) – Mecanicien
- Niet Schieten (2018) – Den Beir
- Torpedo (2019) – Fons
- Felicità (2020) – Marco
- Superette Anna (2020) – Eddy
- De Familie Claus (2020) – Pieter Claus
- Zijn daar geen beelden van? (2022) – diverse rollen
- De Bunker (2022) – Wout Cardoen
- De Verraders (2023) - als zichzelf
- De Verraders: De Ronde Tafel (2023) - als zichzelf
- Assisen (2024) - William ‘Bill’ De Munter